# Basförstärkare
En basförstärkare är en förstärkare avsedd för användning med elbas.
De liknar gitarrförstärkare men är designade för att även klara de lägre frekvenser som en elbas omfattar, vanligen ned till cirka 40Hz för en fyrsträngad elbas. Vissa elgitarrister har använt basförstärkare för att de varit mer optimerade för ett ljud med lägre tonomfång. Basförstärkare måste arbeta med större effekt eftersom örats ljudkänslighet blir lägre vid låga frekvenser. För samma upplevd ljudstyrka måste betydligt mycket mer effekt användas. Detta gör att större krav sätts på både förstärkardel och högtalare. Vissa förstärkare är dessutom fläktkylda. 
Basförstärkare kan likt elgitarrförstärkare vara av typ med förstärkare och högtalare i en låda, eller så kan förstärkare användas med en eller vanligen två högtalarlådor.